# Superaditividad
En matemáticas, una secuencia { an }, n ≥ 1, es llamada superaditiva si satisface la siguiente inecuación para todo valor de m y n:
{\displaystyle a_{n+m}\geq a_{n}+a_{m}\,}

## Lema de Fekete
El siguiente lema de Michael Fakete justifica en gran parte la utilización de secuencias superaditivas.
| Para cada secuencia superaditiva {an}, n ≥ 1, el límite: {\displaystyle \lim {\frac {a_{n}}{n}}} existe y es igual a sup an/n. |

Este límite puede ser infinito, por ejemplo, para la secuencia an = log n!.

## Superaditividad en funciones
Análogamente, una función f(x) es superaditiva si
{\displaystyle f(x+y)\geq f(x)+f(y)\,}
para todo x e y en el dominio de f.
Por ejemplo, {\displaystyle f(x)=x^{2}} es una función superaditiva para números reales no negativos, porque en tal caso el cuadrado de {\displaystyle (x+y)} es siempre mayor que la suma de los cuadrados de {\displaystyle x} e {\displaystyle y}.
Horst Alzer demostró que la Función gamma de Hadamard H(x) es superaditiva para números reales x, y mayores que 1.5031.
El Lema de Fekete es aplicable también a funciones subaditivas. Existen extensiones de este Lema que no requieren la definición de superaditividad. Existen también resultados que permiten deducir el ratio de convergencia para el límite cuya existencia está establecido en el Lemma de Fakete. Una buena exposición de este tópico puede encontrarse en Steele (1997).
Si f es una función superaditiva, y si 0 está en su dominio, entonces f(0) ≤ 0. Para corroborar esto, considere la inecuación superior:
{\displaystyle f(x)\leq f(x+y)-f(y)}, y por lo tanto
{\displaystyle f(0)\leq f(0+y)-f(y)=0}
El negativo de una función superaditiva es subaditiva.